# Antonio García Moral
Antonio García Moral (Alicante, 29 de junio de 1943) es un actor y director de doblaje español.

## Biografía
Con sólo dieciocho años, ingresa en el cuadro de actores de Radio Barcelona y, posteriormente pasaría a ser locutor de dicha radio. Desde siempre, tuvo un especial interés en doblaje y empieza a hacer papeles en 1967, concretamente en la película "Doce del patibulo". Sin embargo, su primer papel importante fue doblando a Ryan O'Neal en "Love Story", en el año 1971 en los estudios "Voz de España" (donde sería contratado como actor de doblaje). En 1978, se traslada a Madrid para seguir continuando con su profesión de actor de doblaje. A partir de ese momento, andaría a caballo entre Madrid y Barcelona, doblando indistintamente en ambas ciudades. 
Entre la gran cantidad de papeles que ha doblado, se podría destacar: Richard Dreyfuss en "Encuentros en la Tercera Fase", James Woods en "Casino", Kevin Spacey en "Sospechosos habituales"; Jeff Bridges en "Un botín de 500.000 dólares", Joe Pesci en "Arma Letal", Ryan O'Neal en "Luna de papel", Willem Dafoe en "Affliction", Joe Pantoliano en "Dos policías rebeldes", George Dzundza en "Instinto Básico", Eugene Levy en "American Pie", Christopher Walken en "Pulp Fiction", etc.. Y para televisión, Anthony LaPaglia en "Sin rastro" y/o Tony Shalhoub en "Monk", entre otras muchas otras. Para animación, fue la voz de Banzai en "El rey león".
Tras más de 2300 papeles en doblaje, es voz habitual de actores tan variados como: Kevin Spacey, Willem Dafoe, Richard Dreyfuss, James Woods, Ryan O'Neal, Joe Pesci, Anthony LaPaglia, Joe Mantegna, Martin Sheen, Eugene Levy, Daniel Auteuil, Joe Pantoliano, Tony Shalhoub, Albert Brooks, Chevy Chase, Harvey Keitel, Gregory Hines, Christopher Walken, Will Patton, Kevin Pollak y James Russo.
Ha ejercido como director de doblaje, habiendo dirigido películas como "Scream ", "Alta sociedad", "La peor bruja", etc. O la popular serie "Se ha escrito un crimen". También ha prestado su voz para la publicidad y en multitud de videojuegos.
En 1988, participó en "La guerra de los mundos" por motivo del cincuenta aniversario de dicha obra. El radio-teatro fue organizado por "La Ser" y dirigido y adaptado por Juan Manuel Soriano. En dicha representación, participaron -aparte del mismo Antonio-: Constantino Romero, Arsenio Corsellas, Juan Antonio Fernández Abajo, Rafael Turia y Juan Manuel Soriano.